# Formidable (lớp khinh hạm)
Lớp khinh hạm Formidable là một lớp khinh hạm tàng hình đa chức năng. Đây là các tàu chiến mặt nước mới nhất được đưa vào biên chế của Hải quân Cộng hòa Singapore (RSN) và là một phát triển hiện đại hóa hơn nữa trên cơ sở các khinh hạm lớp La Fayette của Hải quân Pháp. Cả 6 khinh hạm lớp Formidable đều được đưa vào biên chế First Flotilla của RSN.

## Lịch sử phát triển
Vào giữa thập niên 1990, Bộ Quốc phòng Singapore đã tổ chức đấu thầu hợp đồng đóng mới sáu hộ vệ mới cho lực lượng hải quân nước này. Số tàu này dự kiến sẽ thay thế cho các tàu tên lửa lớp Sea Wolf kiểu cũ được bắt đầu trang bị hàng loạt từ năm 1972. Hoa Kỳ, Thụy Điển và Pháp đã được mời tham gia dự thầu. Tháng 3 năm 2000, Bộ Quốc phòng Singapore đã ký hợp đồng với Tập đoàn DCNS của Pháp thiết kế và đóng mới 6 tàu hộ vệ tàng hình lớp Formidable. Trong đó, chiếc đầu tiên được đóng tại Nhà máy đóng tàu Lorient thuộc Tập đoàn DCNS, Pháp, số tàu còn lại sẽ được phía DCNS chuyển giao công nghệ để Nhà máy đóng tàu Benoi, thuộc Công ty Singapore Technologies Marine (ST Marine), tự đóng trong nước. Chương trình đóng mới các tàu hộ vệ được định danh là Delta Project và được điều hành bởi Viện Khoa học và Công nghệ quốc phòng Trung ương Singapore (DSTA).
Formidable được phát triển dựa trên cơ sở tàu hộ vệ lớp La Fayette, cấu trúc thượng tầng của tàu được sửa đổi để tăng khả năng tàng hình trước các biện pháp trinh sát điện từ của đối phương. Hai bên mạn tàu được thiết kế với dốc nghiêng 10 độ, các công trình sự né tránh mọi chi tiết 2 mặt hoặc 3 mặt với góc gấp 90 độ, nhằm giảm diệt tích phản hồi radar theo chiều ngang, nhiều bộ phận chính trên tàu được đưa vào phía trong tàu để giảm độ bộc lộ radar, phần lớn các lỗ khe ở thân tàu và các mạn tàu được che chắn bằng các cửa chắn nhẹ, không ngấm nước. Bề mặt tàu được phủ một lớp sơn đặc biệt có khả năng hấp thu sóng điện từ. Tàu được trang bị động cơ diesel công suất thấp nhưng hiệu suất cao, ống xả khí thải tản nhiệt (hòa khí thải với không khí lạnh môi trường) làm giảm tối thiểu quang ảnh hồng ngoại. Các động cơ được lắp trên các bệ cách ly rung động, trên tàu có lắp các chân vịt cấu tạo mới và hệ thống khử từ tối tân. Những thiết kế này giúp giảm tới 60% diện tích phản hồi radar, tức tải trọng của tàu 3000 tấn sẽ giảm xuống tương đương với một tàu cá có tải trọng khoảng 1200 tấn.
Cấu trúc thượng tầng của tàu được làm bằng hợp kim nhôm, gia cố thêm nhựa thủy tinh để làm giảm khối lượng, những khu vực quan trọng của tàu được làm bằng thép Kavlar, loại thép này có độ bền gấp 5 lần thép bình thường. Tàu được thiết kế với module tích hợp rất thuận tiện trong sử dụng và bảo trì, nâng cấp. Tàu có khả năng bảo vệ thủy thủ đoàn trước tác nhân sinh hóa học NBC. Formidable có chiều dài 114,8m, ngang 16,3m, mớn nước 6,0m, lượng giãn nước tiêu chuẩn 3200 tấn, đầy tải 3500 tấn. Tàu có tính tự động hóa cực cao, để vận hành tàu chỉ cần một thủy thủ đoàn 90 người, trong đó 19 sĩ quan.